# Texosporium
Texosporium is een monotypisch geslacht van korstmossen behorend tot de familie Caliciaceae. Het bevat alleen Texosporium sancti-jacobi.